# Pametni telefon
Pametni telefon  ili anglicizam smartphone je mobilni telefon s većim mogućnostima za pohranu podataka i povezanosti od običnog mobilnog telefona. Izraz "pametni" se odnosi na mogućnost uporabe kao džepno računalo. Tipični pametni telefon ima zaslon na dodir visoke razlučivosti. Gotovo svi pametni telefoni korisnicima pružaju mogućnost instaliranja dodatnih aplikacija.
Između ostalog zajedničke značajke su: višezadaćne (multitasking) funkcije, pristup internetu preko WiFi ili 3G mreže, multimedijske funkcije (kamera i izvođač (player) videozapisa ili MP3-pjesama), kalendar, upravljanje kontaktima, GPS navigacija i mogućnost čitanja poslovnih dokumenata u različitim formatima kao što su PDF ili Microsoft Office.
Tijekom 2000-ih ovi uređaji dolaze u široku uporabu popularizacijom iPhone uređaja, kao i onih koji podržavaju Android operativni sustav. Prvi smartphone uređaj pušten je na tržište 29. lipnja 2007. godine, odnosno prvi smartphone uređaj koji je pušten na tržište je iPhone.

## Vanjske poveznice
- (en) Enciklopedija Britannica, članak "smartphone"